# Bosančica

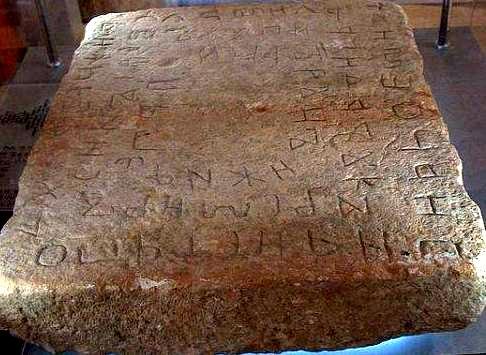
Die Tafel von Humac

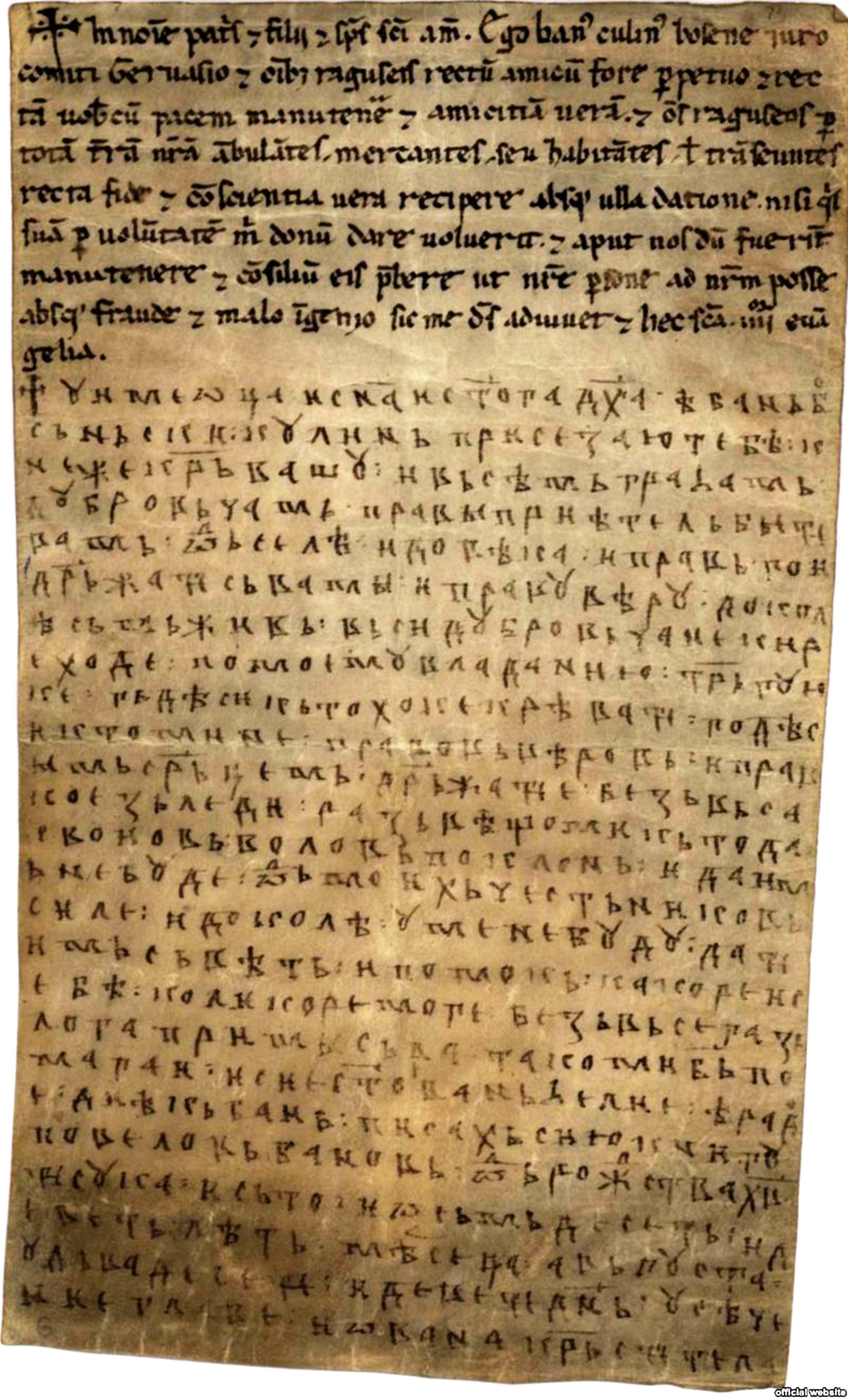
Die Povelja Kulina bana (dt.: Urkunde des Ban Kulin) ist teils in Bosančica, teils in lateinischer Schrift geschrieben worden.

Die Bosančica (Bosnische Schrift) [bɔˈsantʃitsa] ist eine westliche Form der kyrillischen Schrift, die vom Mittelalter bis ins 19. Jahrhundert vor allem in Bosnien und Herzegowina und im mittleren Dalmatien (Kroatien) verbreitet war.
Die Bosančica verfügt sowohl über Merkmale der kyrillischen als auch der glagolitischen Schrift. Das numerische System beruht auf der Glagoliza.
Andere im südslawischen Sprachraum verbreitete Bezeichnungen sind: bosanica (Stjepan Zlatović), bosanska azbukva (Ivan Berčić), bosanska ćirilica (Franjo Rački), srpska ćirilica, srpsko-bosanska ćirilica, bosansko-srpska ćirilica, srbskoga slovi ćirilskimi (Vatroslav Jagić), srpska pismo (Matija Divković), hrvatsko-bosanska ćirilica (Ivan Kukuljević Sakcinski), bosansko-dalmatinska ćirilica (Vatroslav Jagić), bosanska brzopisna grafija (E. F. Karskij), zapadna varijanta ćirilskog brzopisa (Petar Đorđić), zapadna (bosanska) ćirilica (Stjepan Ivšić), harvacko pismo (Dmine Papalić), rvasko pismo, arvatica, arvacko pismo (Povaljska listina), poljičica, poljička azbukvica (im Gebiet der ehemaligen Republik Poljica – Frane Ivanišević), sarpski (fra Antun Depope).

## Schriftdenkmale
Die bosnische Schrift ist in zahlreichen Dokumenten überliefert:
- Tafel von Humac als ältestes Dokument
- Abschnitte der Bibel aus dem 14. und 15. Jahrhundert
- zahlreiche Urkunden aus dem 12. bis 15. Jahrhundert
- Grabinschriften aus dem 11. bis 15. Jahrhundert
- Statut der Poljica (Poljički statut)[1], das 1440 in bosnischer Schrift niedergeschrieben wurde
- Die Römisch-Katholische Kirche betrieb in Omiš ein Priesterseminar, an dem bis ins 19. Jahrhundert hinein die Bosančica verwendet wurde.
- Papalićs Abschrift der kroatischen Chronik um 1510[1]
- liturgische Texte der Römisch-Katholischen Kirche, darunter ein 1520 gedrucktes Brevier
- Statut poljičke bratovštine Sv. Kuzme i Damjana von 1619
- Die Franziskaner (OFM) entwickelten seit 1611 eine reichhaltige religiöse, von der Gegenreformation geprägte Literatur.
- Serbisch Orthodox Geistliche und Anhänger verwendeten hauptsächlich das Standard serbisch-kyrillisch der Resava-Orthographie.[3]

Nach der osmanischen Eroberung 1463 verwendete der islamisierte Adel weiterhin die bosnische Schrift, die deswegen auch als Begovica (Schrift der Beis) bezeichnet wurde. Im 17. Jahrhundert setzte sich die arabische Schrift in Bosnien durch; einzelne Familien und Personen bewahrten ihre Kenntnis der bosnischen Schrift jedoch bis ins 20. Jahrhundert hinein.
Die Bosančica wurde von den Franziskanern Matija Divković, I. Bandulavić, P. Posilović (und anderen), in Dubrovnik bei der Diplomatik (=Urkundenlehre), im Dubrovački lekcionar Anfang des 16. Jahrhunderts und in Libro od mnozijeh razloga im Jahre 1520 (u. a) verwendet.